# Nahum Sokolow
Nahum ben Joseph Samuel Sokolow (em hebraico: נחום ט' סוקולוב) (Wyszogrod, Império Russo, 10 de janeiro de 1859 - Londres, Reino Unido, 17 de maio de 1936) foi um líder sionista, autor, tradutor e pioneiro da jornalismo hebraico.

## Biografia
Nascido em uma família rabínica em Wyszogrod, Polônia (então Império Russo), Sokolow começou a escrever para o jornal hebraico local, HaTzefirah, quando tinha apenas dezessete anos. O jornal rapidamente ganhou um grande número de seguidores que cruzou as linhas de afiliação política e religiosa entre os judeus da Polônia, intelectuais seculares e antissionistas Haredim. Com o tempo, ela se tornaria a principal editora de jornais hebraicos.
Em 1906, Sokolow foi convidado a assumir o cargo de secretário-geral da Organização Sionista Mundial. Nos anos que se seguiram, ele viajou pela Europa e América do Norte para promover a causa sionista. Durante a Primeira Guerra Mundial, ele morou em Londres, onde foi um dos principais apoiadores da Declaração Balfour de 1917, na qual o governo britânico declarou seu apoio a uma pátria judaica na Palestina. Em 1931 foi eleito presidente da Organização Sionista Mundial, cargo que exerceu até 1935, quando foi sucedido por Chaim Weizmann. Ele também atuou como presidente da Agência Judaica para a Palestina entre 1931 e 1933 e foi sucedido por Arthur Ruppin.
Sokolow foi a Roma para obter apoio para o plano de um estado judeu na Palestina, onde conversou com Monsenhor Eugenio Pacelli, futuro Papa Pio XII. O fato de o Papa Bento XV ter condenado veementemente o antissemitismo um ano antes era visto como um bom presságio.
Ele morreu em Londres em 1936.

## Carreira literária
Sokolow foi um prolífico autor e tradutor. Suas obras incluem uma história em três volumes de Baruch Spinoza e sua época, e várias outras biografias. Ele foi o primeiro a traduzir o romance Altneuland de Theodor Herzl para o hebraico, dando-lhe o nome de Tel Aviv (literalmente, "Tel (Antigo Monte) da Primavera"). Em 1909, o nome foi adotado para a primeira cidade moderna de língua hebraica.

## Publicações
- Hatzofe levayt yisrael